# SignWriting
SignWriting (с англ. — «жестовая письменность, жестовое письмо») — система письменности для жестовых языков. Подобно тому, как буквы алфавита символизируют звуки «звучащего» языка, знаки SignWriting символизируют мимику, движения рук и тела жестового языка. Знаки SignWriting пишутся сверху вниз.
Раскрытие структуры жеста и выявление характеристик его компонентов позволяет разработать систему записи, или нотацию, при помощи которой возможна достаточно точная, однозначная и экономная письменная фиксация жестов. Нотация облегчает анализ структуры жестов, выявление их общих и отличительных черт. Точная и однозначная запись открывает широкие перспективы работы с текстами жестовых высказываний при помощи компьютерной техники.

## История появления
Создателем системы SignWriting является Валери Саттон, американская танцовщица и хореограф. Саттон создала SignWriting в 1974 году на основе разработанной ею же двумя годами ранее системы DanceWriting (с англ. — «танцевальная письменность»), предназначенной для записи танцевальных движений.
Один из вариантов описания структуры жеста и его нотации для русского жестового языка предложила Л. С. Димскис в 1998 году. Автор выделяет более 30 конфигураций, около 50 характеристик места исполнения жеста, более 70 характеристик локализации и других свойств жеста. Однако предложенный вариант нотации считать полностью разработанным, окончательным пока рано; более того, русский жестовый язык меняется намного быстрее, чем учёные успевают его исследовать. Необходимо ещё многое исследовать и тщательно проверить все ли жесты «укладываются» в разработанную нотацию.